# Falca (publicitat)
Una falca és una forma radiofònica en la qual es transmet un missatge sense presentar-se a si mateixa, sinó que va integrada en altres formats, en ser clar amb el seu contingut. Per exemple, un reportatge dins d'una crònica com il·lustració d'una taula rodona o un espot publicitari després d'una cançó en una emissió radiofònica. En principi no ha de tenir una durada major d'un minut i sol ser la forma més habitual d'introduir la publicitat en un mitjà radiofònic. Les principals característiques de la falca són: que és clara, breu i concreta. Per això podem fer servir la fórmula: "PROBLEMA CONCRET-SOLUCIÓ CONCRETA"